# Qualificazioni alla Coppa d'Asia 1972
Questa voce raccoglie un approfondimento sui risultati degli incontri e sulle classifiche per l'accesso alla fase finale della Coppa d'Asia 1972.

## Sorteggio dei gruppi
| Gruppo 1 (Centro) | Gruppo 2 (Est)                                  | Gruppo 3 (Ovest)                | Gruppo 4 (Ovest)                                                                   |
| --- | ----------------------------------------------- | ------------------------------- | ---------------------------------------------------------------------------------- |
| - Birmania - Brunei - Hong Kong - Laos - Indonesia - Malaysia - Repubblica Khmer - Singapore - Thailandia - Vietnam del Sud | - Corea del Sud - Filippine - Giappone - Taiwan | - Afghanistan - Israele - Nepal | - Bahrein - Ceylon - Giordania - India - Iraq - Kuwait - Libano - Pakistan - Siria |

## Risultati

### Gruppo Centrale

#### Turno selettivo
In queste tre partite, i vincitori venivano inseriti nello stesso gruppo.
| Bangkok 21 maggio 1971 | Thailandia | 1 – 1 | Repubblica Khmer |  |

| Bangkok 22 maggio 1971 | Malaysia  | 8 – 0 | Brunei |  |
| \| \| \| \| \| Zulkifli Norbit 12’, 28’, 80’ S. Abdullah 28’, 38’, 83’ Wong Choon Wah 37’ Soh Chin Aun 48’ \| Marcatori \| \| |           |       |        |  |
| |           |       |        |  |
| Zulkifli Norbit 12’, 28’, 80’ S. Abdullah 28’, 38’, 83’ Wong Choon Wah 37’ Soh Chin Aun 48’                                   | Marcatori |       |        |  |

| Bangkok 22 maggio 1971                            | Indonesia | 2 – 1 | Hong Kong |  |
| \| \| \| \| \| Budi Santoso 4’ \| Marcatori \| \| |           |       |           |  |
|                                                   |           |       |           |  |
| Budi Santoso 4’                                   | Marcatori |       |           |  |

#### Girone A
| Bangkok 24 maggio 1971 | Thailandia | 10 – 0 | Brunei |  |

| Bangkok 26 maggio 1971 | Indonesia | 1 – 0 | Thailandia |  |

| Bangkok 28 maggio 1971 | Indonesia | 9 – 0 | Brunei |  |

##### Classifica
| Pos. | Squadra    | Pt | G | V | N | P | GF | GS | DR  |
| ---- | ---------- | -- | - | - | - | - | -- | -- | --- |
| 1.   | Indonesia  | 4  | 2 | 2 | 0 | 0 | 10 | 0  | +10 |
| 2.   | Thailandia | 2  | 2 | 1 | 0 | 1 | 10 | 1  | +9  |
| 3.   | Brunei     | 0  | 2 | 0 | 0 | 2 | 0  | 19 | −19 |

#### Girone B
| Bangkok 24 maggio 1971 | Repubblica Khmer | 2 – 1 | Hong Kong |  |

| Bangkok 26 maggio 1971                                                                 | Malaysia  | 2 – 1             | Repubblica Khmer |  |
| \| \| \| \| \| Wong Choon Wah 12’ S. Abdullah 75’ \| Marcatori \| 44’ Sleyman Selim \| |           |                   |                  |  |
|                                                                                        |           |                   |                  |  |
| Wong Choon Wah 12’ S. Abdullah 75’                                                     | Marcatori | 44’ Sleyman Selim |                  |  |

| Bangkok 28 maggio 1971                                                    | Malaysia  | 2 – 1              | Hong Kong |  |
| \| \| \| \| \| S. Abdullah 25’, 69’ \| Marcatori \| 44’ Chung Chor Wai \| |           |                    |           |  |
|                                                                           |           |                    |           |  |
| S. Abdullah 25’, 69’                                                      | Marcatori | 44’ Chung Chor Wai |           |  |

##### Classifica
| Pos. | Squadra          | Pt | G | V | N | P | GF | GS | DR |
| ---- | ---------------- | -- | - | - | - | - | -- | -- | -- |
| 1.   | Malaysia         | 4  | 2 | 2 | 0 | 0 | 4  | 2  | +2 |
| 2.   | Repubblica Khmer | 2  | 2 | 1 | 0 | 1 | 3  | 3  | 0  |
| 3.   | Hong Kong        | 0  | 2 | 0 | 0 | 2 | 2  | 4  | −2 |

#### Semifinali
| Bangkok 30 maggio 1971 | Repubblica Khmer | 2 – 0 | Indonesia |  |

| Bangkok 30 maggio 1971 | Thailandia | 1 – 0 | Malaysia |  |

#### Finale per il 3º posto
| Bangkok 1º giugno 1971 | Malaysia | 3 – 0 | Indonesia |  |

#### Finale
| Bangkok 1º giugno 1971 | Thailandia | 4 – 2 | Repubblica Khmer |  |

Nonostante la sconfitta in finale, la Repubblica Khmer si è qualificata per la fase finale in qualità di finalista.

### Gruppo Ovest

#### Turno selettivo
In queste tre partite, i vincitori venivano inseriti nello stesso gruppo.
| Kuwait City 10 dicembre 1971                 | Iraq                 | 1 – 1 | Kuwait |  |
| \| \| \| \| \| \| Tiri di rigore 2 – 4 \| \| |                      |       |        |  |
|                                              |                      |       |        |  |
|                                              | Tiri di rigore 2 – 4 |       |        |  |

| Kuwait City 11 dicembre 1971 | Bahrein | 3 – 0 | Libano |  |

| Kuwait City 11 dicembre 1971                 | Siria                | 0 – 0 | Giordania |  |
| \| \| \| \| \| \| Tiri di rigore 4 – 3 \| \| |                      |       |           |  |
|                                              |                      |       |           |  |
|                                              | Tiri di rigore 4 – 3 |       |           |  |

#### Girone A
| Arbitro: | Sarkis Demirdjian |

|                                           |           |  |
| Khadim 32’, 42’, 69’ Kamil 51’ Khalaf 88’ | Marcatori |  |

| Kuwait City 13 dicembre 1971 | Giordania | 3 – 2 | Bahrein |  |

| Kuwait City 15 dicembre 1971                 | Iraq      | 1 – 0 | Bahrein |  |
| \| \| \| \| \| Khadim 89’ \| Marcatori \| \| |           |       |         |  |
|                                              |           |       |         |  |
| Khadim 89’                                   | Marcatori |       |         |  |

| Kuwait City 16 dicembre 1971 | Giordania | 2 – 1 | Ceylon |  |

| Kuwait City 18 dicembre 1971                           | Iraq      | 2 – 0 | Giordania |  |
| \| \| \| \| \| Ahmed 11’ Khadim 62’ \| Marcatori \| \| |           |       |           |  |
|                                                        |           |       |           |  |
| Ahmed 11’ Khadim 62’                                   | Marcatori |       |           |  |

| Kuwait City 20 dicembre 1971 | Bahrein  | 3 – 0 | Ceylon | \| Arbitro: \| Fernando \| |
| Arbitro:                     | Fernando |       |        |                            |

##### Classifica
| Pos. | Squadra   | Pt | G | V | N | P | GF | GS | DR |
| ---- | --------- | -- | - | - | - | - | -- | -- | -- |
| 1.   | Iraq      | 6  | 3 | 3 | 0 | 0 | 8  | 0  | +8 |
| 2.   | Giordania | 4  | 3 | 2 | 0 | 1 | 5  | 5  | 0  |
| 3.   | Bahrein   | 2  | 3 | 1 | 0 | 2 | 5  | 4  | +1 |
| 3.   | Ceylon    | 0  | 3 | 0 | 0 | 3 | 1  | 10 | −9 |

#### Girone B
| Kuwait City 14 dicembre 1971             | Kuwait    | 1 – 0 | Libano |  |
| \| \| \| \| \| Khalaf \| Marcatori \| \| |           |       |        |  |
|                                          |           |       |        |  |
| Khalaf                                   | Marcatori |       |        |  |

| Kuwait City 17 dicembre 1971                     | Kuwait    | 2 – 2 | Siria |  |
| \| \| \| \| \| Khalaf Ibrahim \| Marcatori \| \| |           |       |       |  |
|                                                  |           |       |       |  |
| Khalaf Ibrahim                                   | Marcatori |       |       |  |

| Arbitro: | Fernando |

|                                |           |                  |
| Mantoufi 23’ Al Ghoul 35’, 55’ | Marcatori | 3’ Said 25’ Nano |

##### Classifica
| Pos. | Squadra | Pt | G | V | N | P | GF | GS | DR |
| ---- | ------- | -- | - | - | - | - | -- | -- | -- |
| 1.   | Kuwait  | 3  | 2 | 1 | 1 | 0 | 3  | 2  | +1 |
| 2.   | Libano  | 2  | 2 | 1 | 0 | 1 | 3  | 3  | 0  |
| 3.   | Siria   | 1  | 2 | 0 | 1 | 1 | 4  | 5  | −1 |

#### Semifinali
| Kuwait City 21 dicembre 1971                         | Kuwait    | 2 – 0 | Giordania |  |
| \| \| \| \| \| Al Khashram Khalaf \| Marcatori \| \| |           |       |           |  |
|                                                      |           |       |           |  |
| Al Khashram Khalaf                                   | Marcatori |       |           |  |

| Kuwait City 22 dicembre 1971                                                      | Iraq      | 4 – 1        | Libano |  |
| \| \| \| \| \| Kadhim 40’, 53’ Aziz 65’ Ahmed 83’ \| Marcatori \| 88’ Mantoufi \| |           |              |        |  |
|                                                                                   |           |              |        |  |
| Kadhim 40’, 53’ Aziz 65’ Ahmed 83’                                                | Marcatori | 88’ Mantoufi |        |  |

#### Finale per il 3º posto
| Kuwait City 24 dicembre 1971                        | Libano    | 2 – 0 | Giordania |  |
| \| \| \| \| \| Al Ghoul Mantoufi \| Marcatori \| \| |           |       |           |  |
|                                                     |           |       |           |  |
| Al Ghoul Mantoufi                                   | Marcatori |       |           |  |

#### Finale
| Arbitro: | Sarkis Demirdjian |

|             |           |  |
| Nouri 90+5’ | Marcatori |  |

Nonostante la sconfitta in finale, il Kuwait si è qualificato alla fase finale del torneo in qualità di finalista.

## Squadre qualificate
| Squadra          | Data di qualificazione certa | Partecipante in quanto                                                                                     | Ultima presenza      |
| ---------------- | ---------------------------- | --- | -------------------- |
| Thailandia       | 30 maggio 1971               | Rappresentativa della nazione organizzatrice della fase finale e vincitrice del Gruppo 1 di qualificazione | Esordiente           |
| Iran             | 1967                         | Ammesso di diritto come campione della Coppa d'Asia 1968                                                   | 1 (1968)             |
| Repubblica Khmer | 30 maggio 1971               | Finalista del Gruppo 1 di qualificazione                                                                   | Esordiente           |
| Corea del Sud    | 1971                         | Ammessa di diritto dopo il ritiro delle altre partecipanti nel Gruppo 2 di qualificazione                  | 3 (1956, 1960, 1964) |
| Iraq             | 22 dicembre 1971             | Vincitrice del Gruppo 4 di qualificazione                                                                  | Esordiente           |
| Kuwait           | 21 dicembre 1971             | Finalista del Gruppo 4 di qualificazione                                                                   | Esordiente           |